# Clistopyga alutaria
Clistopyga alutaria là một loài tò vò trong họ Ichneumonidae.